# Gérontoxon

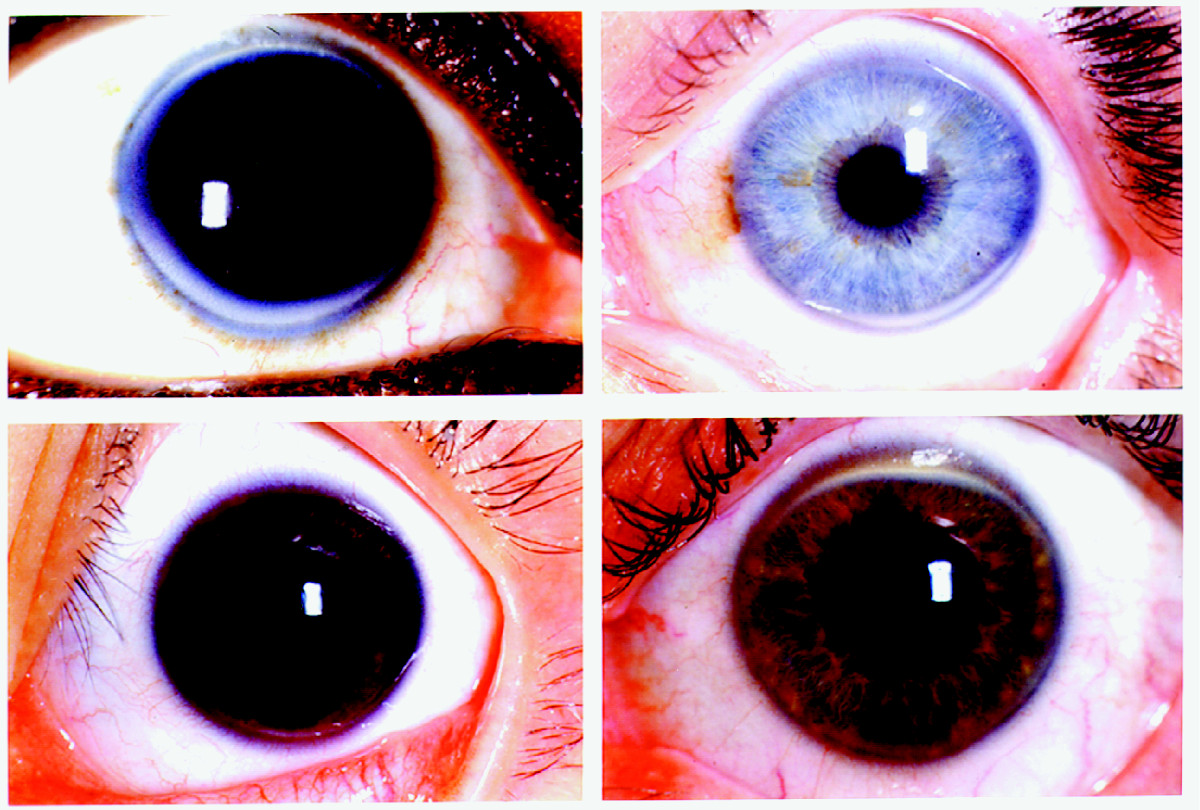
Quatre photographies de gérontoxon typique.

Le gérontoxon, également appelé "arc sénile de la cornée", est une opacité formant un anneau (ou une portion d'anneau) de couleur gris-blanchâtre à la périphérie de la cornée chez les personnes d'âge moyen ou chez les personnes âgées. Elle est due à une infiltration lipidique du stroma cornéen. Avec l'âge, cette opacité progresse jusqu'à former un anneau complet, séparé du limbe par une zone claire de la cornée. En cas d'apparition chez une personne jeune ou d'âge moyen, on parlera d'embryotoxon (l'anneau a alors une couleur blanche plus marquée).
L'apparition d'un gérontoxon chez un sujet d'âge jeune ou d'âge moyen (40 ans) est évocateur de dyslipidémie (hypercholesterolémie) mais ne semble pas être un facteur prédictif de risque de pathologie ischémique, à l'inverse du xanthélasma qui, lui, semble être un fort indicateur de risque cardio-vasculaire. 

## Source
- Le Nouveau Dictionnaire De La Vision, par Michel Millodot, Médiacom Vision Editeur.

1. ↑  Christoffersen M. et coll.: Xanthelasmata, arcus corneae, and ischaemic vascular disease and death in general population: prospective cohort study BMJ 2011;343:d5497 doi: 10.1136/bmj.d5497